# Karl Litzmann
Karl Litzmann (n. 22 ianuarie 1850, Neuglobsow – d. 28 mai 1936) a fost unul dintre generalii Armatei Imperiale Germane din Primul Război Mondial. 
A îndeplinit funcția de comandant al Corpului XI Armată în campania acestuia din România, având gradul de general de infanterie.